# Софтуерна индустрия в България

## Увод
Софтуерната индустрия включва бизнеси по разработване, поддръжка и разпространение на различен софтуер основан на различен бизнес модел, основно "license/maintenance based" или "cloud based" (като например Saas, PaaS, IaaS, MaaS, AaaS и др.). Индустрията включва също услуги, като обучение, документиране и консултиране.

## История
Първите стъпки на софтуерната индустрия в България са поставени през 60-те години на XX век, когато страната става регионален лидер в производството на изчислителна техника. През социалистическия период България е известна като „Силициевата долина на Източния блок“ благодарение на компании като „Изот“ и други производители на компютърни системи.
След прехода към пазарна икономика през 90-те години, българската софтуерна индустрия се адаптира към новите реалности. Възникват множество частни компании, които предоставят услуги в областта на софтуерното разработване, аутсорсинга и ИТ консултациите.
В началото на 21 век лицензите на сървърния софтуер започват да се продават на базата потребители, които могат да се включват към него, заради неимоверното нарастване на изчислителната мощ на компютрите.
Една от първите фирми в сферата на софтуерната индустрия в България е „Информационно обслужване АД“. Тя е основана през 1970 година и днес е една от водещите ИТ компании в България, с над 600 висококвалифицирани специалисти. ИС е българския лидер в доставянето на ИКТ услуги в публичния сектор и заема водеща роля в изграждането на електронно правителство в България. Фирмата предоставя множество информационни системи, предоставящи електронни услуги на гражданите и бизнеса, включително и на Националната агенция по приходите и Агенция „Митници“.
През 1990 г. група научни работници от Института по Приложна Кибернетика при Българската Академия на науките основава фирма „Датекс“. Едни от първите проекти на фирмата са PostScript (шрифт на кирилица), първия лазерен принтер с вградени шрифтове на кирилица през 1991 г. и първата професионална програма за поддръжка на кирилица в средата MS Windows – Flex Type през 1992.
Друга голяма компания е „Сирма Груп“, която е основана 1992 г. Тя е група ИТ компании, обособени в холдинговата структура. Състои се от 18 дъщерни и асоциирани компании, които работят в различни сфери на информационните технологии.
Създадена през 1997 в България, „Chaos Group“ предлага иновативни решения в сферата на 3D и анимационните услуги. Рендеринг програмата V-Ray задава стандарти за скорост, качество и сигурност и става един от най-изявените продукти на компанията.
Световният лидер в бизнес приложенията по отношение на приходи от софтуер и свързани услуги – „SAP“, създава своя клон – „SAP Labs България“ през 2000 г. Центъра на SAP е разположен във Валдорф, Германия. В така наречените „Лабове“ се разработва софтуер, който създава иновативни софтуерни продукти. В тях са създадени се разработват технологични разширения на най-известните продукти на фирмата – Cloud и In-Memory, допълнени с качествени услуги по поддръжка и технологично консултиране.
„Телерик“ е водеща технологична компания, създадена 2001 г., която предлага цялостни решения за разработване и автоматизирано тестване на софтуерни приложения, управление на проекти според agile методологията, бизнес репортинг, както и управление на уеб съдържание, всички от които разработени върху най-новите Microsoft платформи. Компанията разполага с офиси в България, САЩ, Канада, Австралия, Германия, Великобритания и Индия. Освен че е една от водещите софтуерни компании в България, „Телерик“ държи титлата „Работодател №1 на България“ за 2007 г., 2010 г., 2011 г. и 2012 г., като през 2008 г. е на четвърто, а 2009 г. на второ място в класацията.

## Съвременност
Днес България е утвърден играч на глобалния софтуерен пазар, благодарение на висококвалифицираните специалисти и конкурентната среда. Софтуерните компании в страната се занимават с:
- Разработване на мобилни и уеб приложения.
- Създаване на платформи за електронна търговия.
- Предоставяне на облачни услуги и киберсигурност.

Пример за съвременна компания, която активно развива технологии в България, е БГ НЕТСТОР. Фирмата е специализирана в изграждането на онлайн платформи за електронна търговия и предлага иновативни решения за управление на онлайн магазини. Повече информация за дейността ѝ можете да намерите на официалния уебсайт на БГ НЕТСТОР.

## Образование и кадри
Софтуерната индустрия в България се подпомага активно от университетите и специализираните образователни програми. Институции като Софийския университет и Техническия университет в София предлагат високо ниво на обучение в областта на компютърните науки и информационните технологии.

## Перспективи
Софтуерната индустрия в България продължава да расте с бързи темпове. Очаква се внедряването на нови технологии като изкуствения интелект, машинното обучение и блокчейн да играе още по-голяма роля за икономическото развитие на страната.

## Софтуерни сектори
Съществуват няколко типа бизнеси в Софтуерната индустрия. Инфраструктурен софтуер, включващ операционни системи, мидълуер и база данни, които са продукт на световните лидери в бранша Microsoft, Google, IBM, SAP AG, EMC и Oracle. Enterprise software, познат като "enterprise application software" (EAS), който подпомага бизнес процесите в различни структури като финансовата, производствената, логистичната, маркетинг и продажбите. Софтуер по сигурността и специфичен за отделни отрасли или дялове от икономиката софтуер, като банково дело, образование, телекомуникации.

## Размери на индустрията
Към 2012 г. и според алтернативни прогнози на БАСКОМ – Българска асоциация на софтуерните компании :
| „ | - Софтуерната индустрия има една от най-високо добавените стйности в националната икономика; - осигурява стойност на професионално и личностно развитие на младите хора; - дава възможност за реализация, съизмерима със световните постижения; - осигурява качествен живот на семействата им, без да напускат България; - осигурява най-високите средни възнаграждения(над 2300 лв./месец); - е експортно ориентирана(над 50%) и конкурентоспособна в световен мащаб; - коректно плаща данъци и осигуровки; - расте устойчиво с 10% годишно – в пъти по-бързо от средния растеж на БВТ. | “ |

Конкретни данни за състоянието на българската ИТ индустрия са отразени в Четвъртия поред – „Барометър на българската ИТ индустрия“ , отнасящ се за периода от 2009-2012, изготвян от БАСКОМ. Според участието на 40 нейни и на „Българската уеб асоциация“ члена, които представляват около 1/3 от индустрията са изведени следните данни:
- Повече от 3/4(31) компания са предимно българска собственост и само 1/10(4) са с предимно чужд контрол; 13%(5) от компаниите работят само за техните майчини компании
- Средните продажби за компания са се увеличили с 12% за 2010 г. и с 6% за 2011 г., което прави от около 5 500 000 лв. до 6 600 000 лв.
- Повече от 50% от общите продажби идват от експорт, като се наблюдава лек растеж от 53%, 52% и 56% през 2009-2011
- Главните експортни дестинации са Европа(Германия, Австрия, Швейцария, Скандинавските страни и Великобритания) с 63%, 62% и 66% за периода и Северна Америка(САЩ, Канада) с 31%, 33%, 29% за периода
- Средния ръст на заплатата е +0,3%(2010/09) със стойност 2183 лв., +9,4%(2011/10) стойност 2388 лв. и общо +9,7%(2011/2009)
- Броят на заетите е отбелязал ръст с +3%(2010/09), +7%(2011/10) и общо +10%(2011/2009)
- Средно 7.8 отворени нови позиции на компания

## Български софтуерни фирми

### „Информационно обслужване“ АД
Информационно обслужване АД е акционерно дружество, с мажоритарен собственик Министерство на транспорта, информационните технологии и съобщенията на Република България. Основана през 1970 г., и към 2017 г. продължава да е една от водещите ИТ компании в България, лидер в доставянето на ИКТ услуги в публичния сектор. Компанията предоставя консултантски услуги за хардуер, софтуер и информационни технологии и има водеща роля в изграждането на електронно правителство. Предлага високотехнологични решения в областта на системната интеграция, изграждане и поддръжка на национални бази данни и електронни регистри, софтуерни продукти и електронен подпис, мрежови решения, асемблиране и поддръжка на хардуерни системи, SMS и WAP услуги, аутсорсинг услуги, уеб дизайн, разработка на приложения. Сред проектите на компанията са информационната система за управление на приходите от местни данъци и такси, основните информационни системи на НАП, системите на Министерство на финансите и Агенция „Митници“. Тя е и технологичен партньор на ЦИК.

### Телерик
Телерик е водеща технологична компания, предлагаща цялостни решения за разработване и автоматизирано тестване на софтуерни приложения, управление на проекти според agile методологията, бизнес репортинг, както и управление на уеб съдържание, всички от които разработени върху най-новите Microsoft платформи. Иновативната софтуерна компания разполага с офиси в България (главен офис), САЩ, Канада, Австралия, Германия, Великобритания и Индия. Телерик е златен Microsoft сертифициран партньор, който се фокусира главно върху .NET технологиите, а екипът на компанията се състои от над 500 професионалисти, по-голямата част от които софтуерни специалисти. Компанията е избирана за най-добър работодател в България през 2007 г. и 2010 г., както и редовно бива отличавана за един от най-добрите работодатели в Централна и Източна Европа. Телерик подкрепя развитието на цялостната софтуерна индустрия и общността на разработчиците на софтуер, като спонсорира големи софтуерни конференции като Microsoft PDC, Tech Ed, DevReach, DevDays DevConnections, състезания по програмиране, книги, университетски курсове и редица други инициативи.

### Нетинфо
„Нетинфо“ е най-голямата дигитална медийна компания в България, като достига над 80% от интернет потребителите в страната и е лидер на пазара от 13 години.
В портфолиото на компанията са най-големите български сайтове, сред които са АБВ Поща, Vbox7, Vesti.bg, Sinoptik.bg и много други.
От 2011 г. „Нетинфо“ е собственост на Sanoma Magazines International, водещ издател на списания в Европа.
Продуктите на „Нетинфо“ задоволяват ежедневните дигитални нужди на хората: да се информират – Vesti.bg, Sportni.bg, Pariteni.bg, Sinoptik.bg, Edna.bg; да се забавляват – Vbox7.com, Vgames.bg, Vcards.bg, Vmusic.bg; да намират – Gbg.bg, Izgodnioferti.bg, Sravni.bg, Carmarket.bg; дигитално ежедневие – Abv.bg, Apps.abv.bg, Dox.bg.

### „Инвестор.БГ“ АД
„Инвестор.БГ“ АД e водеща интернет медийна компания в България. Чрез своите сайтове компанията достига до 50% от интернет потребителите в страната (по данни на Gemius).
В началото на 2009 г. 3TS Cisco Growth Fund придоби дял от 16,77% от капитала на Инвестор. След неколкократни закупувания на акции на компанията и след успешното увеличение на капитала през 2011 година, фондът вече е най-голям акционер в дружеството, притежавайки 21,34% от капитала.
През последните няколко години компанията традиционно участва в класацията на Делойт за най-динамично развиващи се компании за Централна и Източна Европа Fast 50. През 2009 г. Инвестор.БГ бе класирана на 6-о място за ЦИЕ, през 2010 г. с ръст на приходите от 1633% Инвестор.БГ бе класирана на 5-о място в ЦИЕ и на първо място сред българските компании, а през 2011 г. Инвестор.БГ зае 31-во място за ЦИЕ и отново първо място сред българските компании.

### Империя онлайн
Идеята за Империя Онлайн се ражда през 2005 година. Детайлното проучване и изработването на геймплей механиката и програмния код се осъществяват от основателите на играта – Доброслав Димитров, Дизайнер на геймплея, и Мони Дочев, програмист на свободна практика.
На 23.08.2005 официално стартира Ера 1 на Свят 1. От тази паметна дата компанията продължава да расте с динамични темпове, създавайки все по-комплексни и иновативни версии на Империя Онлайн, както и други заглавия, разширявайки екипа си всеки месец, повишавайки броя на своите играчи всеки ден, налагайки своето място на картата на онлайн игрите.
Империя Онлайн вече е преминала отвъд определението за независимо гейм студио и сега държи солидни позиции на глобалния гейм пазар, установявайки името си като запазена марка за качество на продукта.

### „Наксекс Технолоджикъл Дивелъпмънт“ЕООД (NaXex Technological Development Ltd.)
„Наксекс Технолоджикъл Дивелъпмънт“ ЕООД е дъщерно дружество на Invesus Financial Services Group. Групата е с повече от 1500 служители по цял свят, а „Наксекс Технолоджикъл Дивелъпмънт“ ЕООД е със седалище в София, България, с над 100 специалисти в следните области – софтуерна разработка, осигуряване на качеството, системно и мрежово администриране, техническа поддръжка, бизнес анализи, администриране на бази данни и др. Компанията е основана в началото на 2015 г. и е специализирана в разработката и поддръжката на платформа за валутна търговия (FOREX). Платформата за PC е .NET базирана, като има и Уеб, и Мобилна версия. Най-известните продукти на компанията – WebPROfit и PROfit се използват от клиенти по цял свят. Освен главният офис в София, компанията има партньори и офиси в Албания, Австралия, Малта, Мексико, Молдова, Латвия, Китай, Чехия, Кипър, Испания, Израел, Украйна и Индия.